# Jack Teagarden
Jack Teagarden, właśc. Weldon Leo Teagarden (ur. 20 sierpnia 1905 w Vernon, Teksas, zm. 15 stycznia 1964 w Nowym Orleanie) – amerykański puzonista, wokalista i bandlider jazzowy.
Grał m.in. z Eddie Condonem, Paulem Whitemanem, Benem Pollackiem, Bennym Goodmanem. W latach 1939–47 występował z własnym big bandem. W 1947 wstąpił do zespołu All Stars Louisa Armstronga, z którym koncertował do 1951.
Najpopularniejsze nagrania: "I Gotta Right to Sing the Blues", "Aunt Hagar's Blues", "Basin Street Blues", "The Sheik of Araby", "Stars Fell on Alabama".

## Wybrana dyskografia
- Jack Teagarden and his Orchestra (1939)
- Jack Teagarden and his Sextet (1947)
- Jack Teagarden in San Francisco (1953)
- Jack Teagarden and his Dixieland Band (1958)
- Jack Teagarden on Okinawa (1959)
- Hollywood Bowl Concert (1963)